# Tony Hawk's Pro Skater 5
Tony Hawk's Pro Skater 5 (comúnmente abreviado como THPS5) es un videojuego de skateboarding de la serie de videojuegos de Tony Hawk's. Fue desarrollado por Robomodo y Disruptive Games, y publicado por Activision. El juego es el décimo juego de la serie. El juego fue lanzado en PlayStation 4 y Xbox One el 29 de septiembre de 2015. El juego fue lanzado en PlayStation 3 y Xbox 360 el 10 de noviembre de 2015. 

## Pro-Skaters
- Tony Hawk
- Nyjah Huston
- Aaron Homoki
- Ishod Wair
- Riley Hawk
- Lizzie Armanto
- Chris Cole
- David González
- Letícia Bufoni
- Andrew Reynolds

Otros:
- Lil Wayne
- Tyler, The Creator
- King Graham
- TMNT

## Banda sonora
- Anti-Flag - "Stars and Stripes"
- Atmosphere - "Southsiders"
- Black Pistol Fire - "Hipster Shakes"
- Bully - "Milkman"
- Cloud Nothings - "I'm Not Part of Me"
- Cold Cave - "A Little Death to Laugh"
- Connie Price and the Keystones - "International Hustler"
- Crass Mammoth - "All 149"
- Deaf Poets - "Degenerate Mind"
- Death (MiCHigan) - "Keep on Knocking"
- Death from Above 1979 - "Virgins"
- Deer Mother - "When the Wolves Come Out"
- Doomtree - "Mini Brute"
- Fake P - "Rorschach"
- Family Force 5 - "Raised By Wolves"
- Four Year Strong - "Go Down In History"
- Harlan - "Moment To Myself"
- Hundred Visions - "Our Ritual"
- Hungry Hands - "Highline"
- Icon For Hire - "Cynics and Critics"
- Killer Be Killed - "Wings of Feather and Wax"
- New Politics - "Everywhere I Go"
- Plague Vendor - "Black Sap Scriptures"
- Ratatat - "Cream on Chrome"
- Rattblack - "Skate Rock"
- Royal Blood - "Little Monster"
- State Champs - "Secrets"
- Temples - "Shelter Song"
- The Orwells - "Who Needs You"
- The Schizophonics - "Rat Trap"
- The Sheds - "Bad Things Are Bad"
- Yogi & Skrillex - "Burial"

## Recepción
Tony Hawk's Pro Skater 5 recibió críticas negativas después de su lanzamiento, tales como las numerosas fallas técnicas, misiones sencillas y ambientes insípidos.
IGN otorgó una puntuación de 3.5 de 10, diciendo "Tony Hawk's Pro Skater 5 nos otorgó momentos de nostalgia pero con demasiado fallos."